# As Pontes de García Rodríguez
As Pontes de García Rodríguez est une commune de la province de La Corogne en Espagne située dans la communauté autonome de Galice.

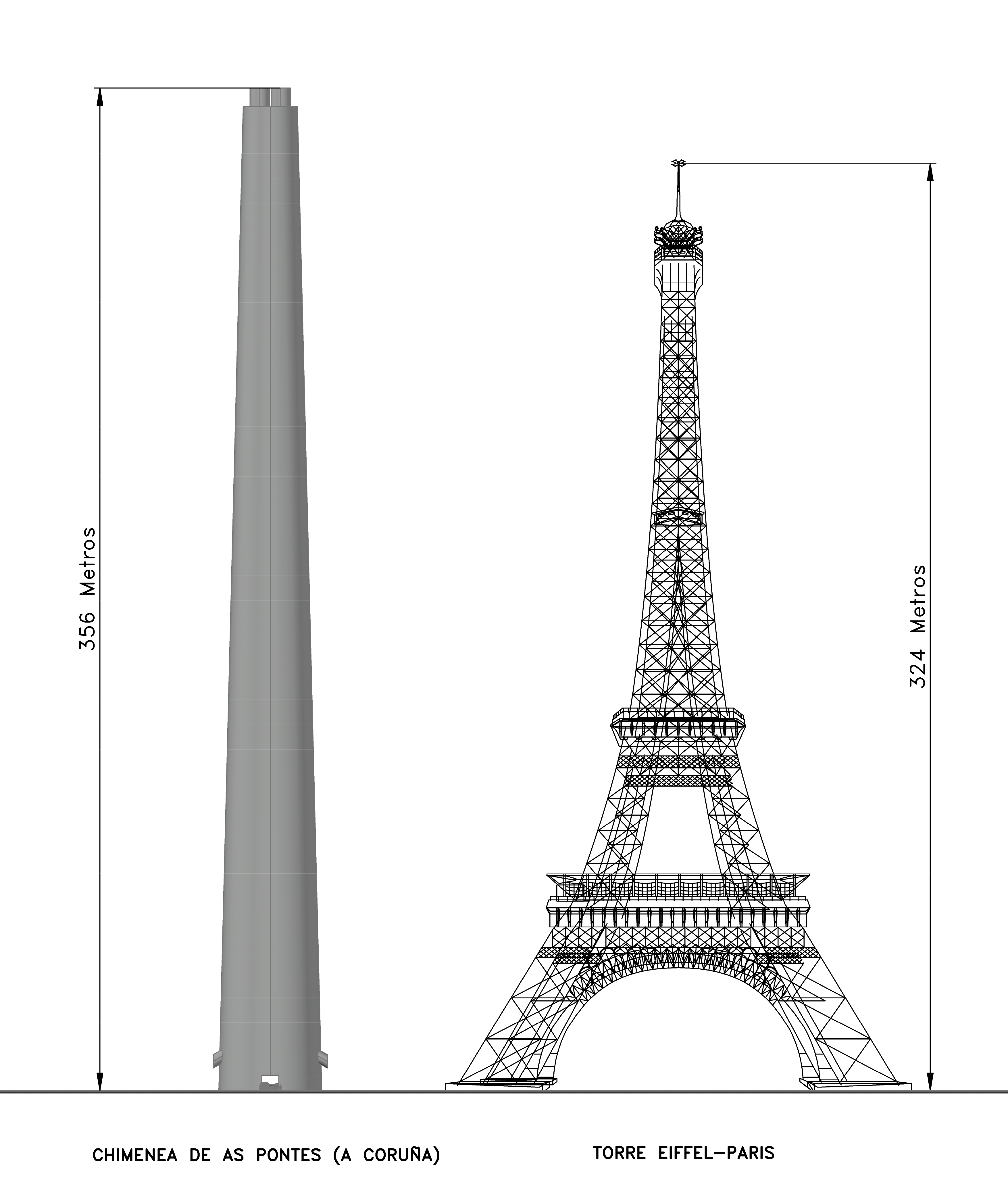
Cheminée de la centrale électrique d'As Pontes, Espagne. Comparaison avec la Tour Eiffel à Paris.

## Jumelages
- Arroyo Naranjo, Cuba
- Lesneven, France
- Carmarthen, Royaume-Uni